# An Introduction to the Natural System of Botany
An Introduction to the Natural System of Botany (abreviado Intr. Nat. Syst. Bot.) es un libro con ilustraciones y descripciones botánicas que fue escrito por el paleontólogo, naturalista y botánico británico John Lindley. Fue publicado en Londres en el año 1830 con una segunda edición en 1836 con el nombre de Natural System of Botany: or, a Systematic View of the Organisation, Natural Affinities, and Geographical Distribution, of the Whole Vegetable Kingdom; Together with the Uses of the Most Important Species in Medicine, the Arts, and Rural and Domestic Economy. Edition 2. 
En la 1ª edición llevaba por título An Introduction to the Natural System of Botany: or, a Systematic View of the Organisation, Natural Affinities, and Geographical Distribution, of the Whole Vegetable Kingdom; Together with the Uses of the Most Important Species in Medicine, the Arts, and Rural and Domestic Economy.